# Герольштайн
Герольштайн (нім. Gerolstein) — місто в Німеччині, розташоване в землі Рейнланд-Пфальц. Входить до складу району Вульканайфель. Центр об'єднання громад Герольштайн.
Площа — 64,33 км2. Населення становить 7721 ос. (станом на 31 грудня 2020).

## Галерея

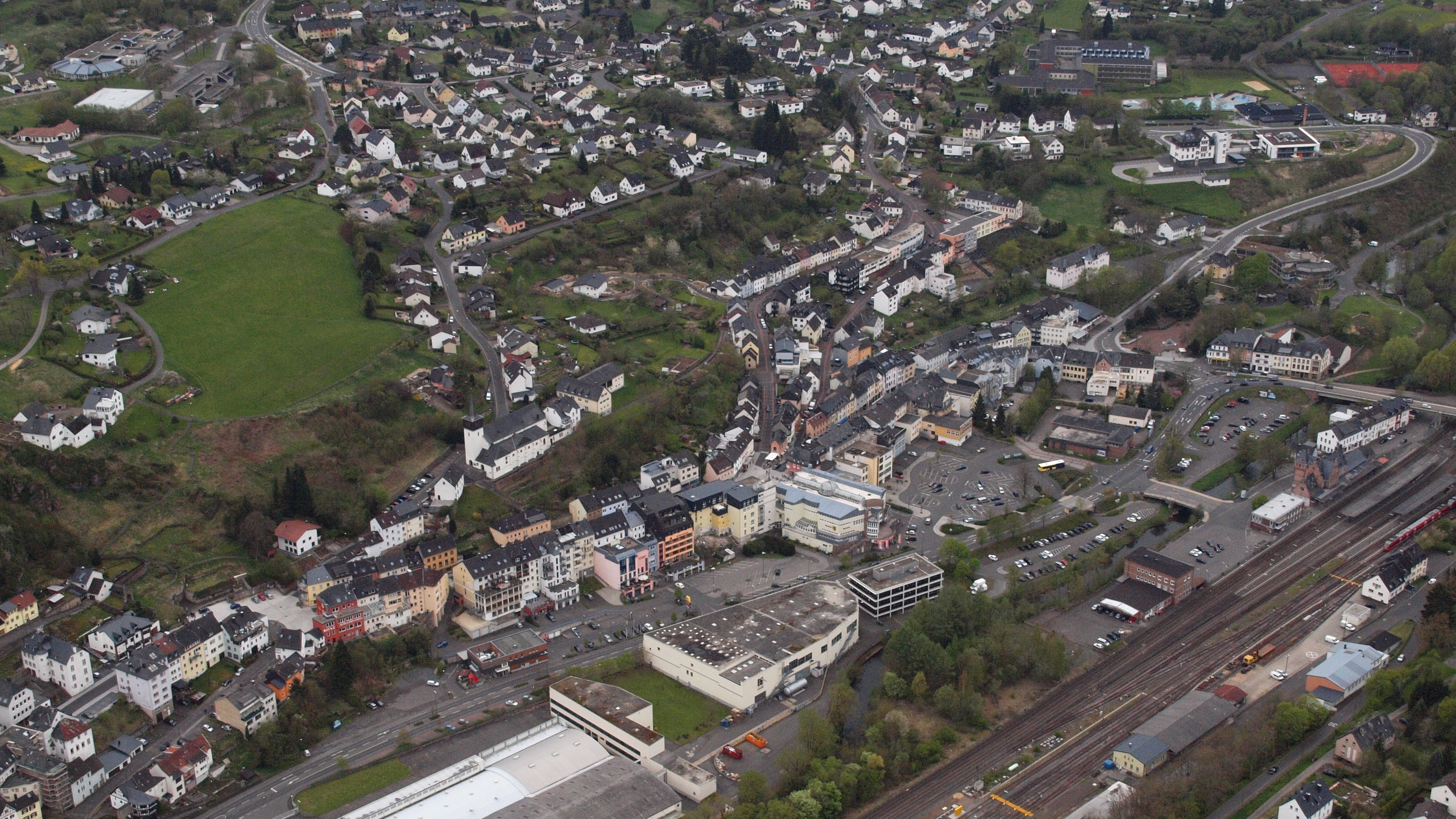
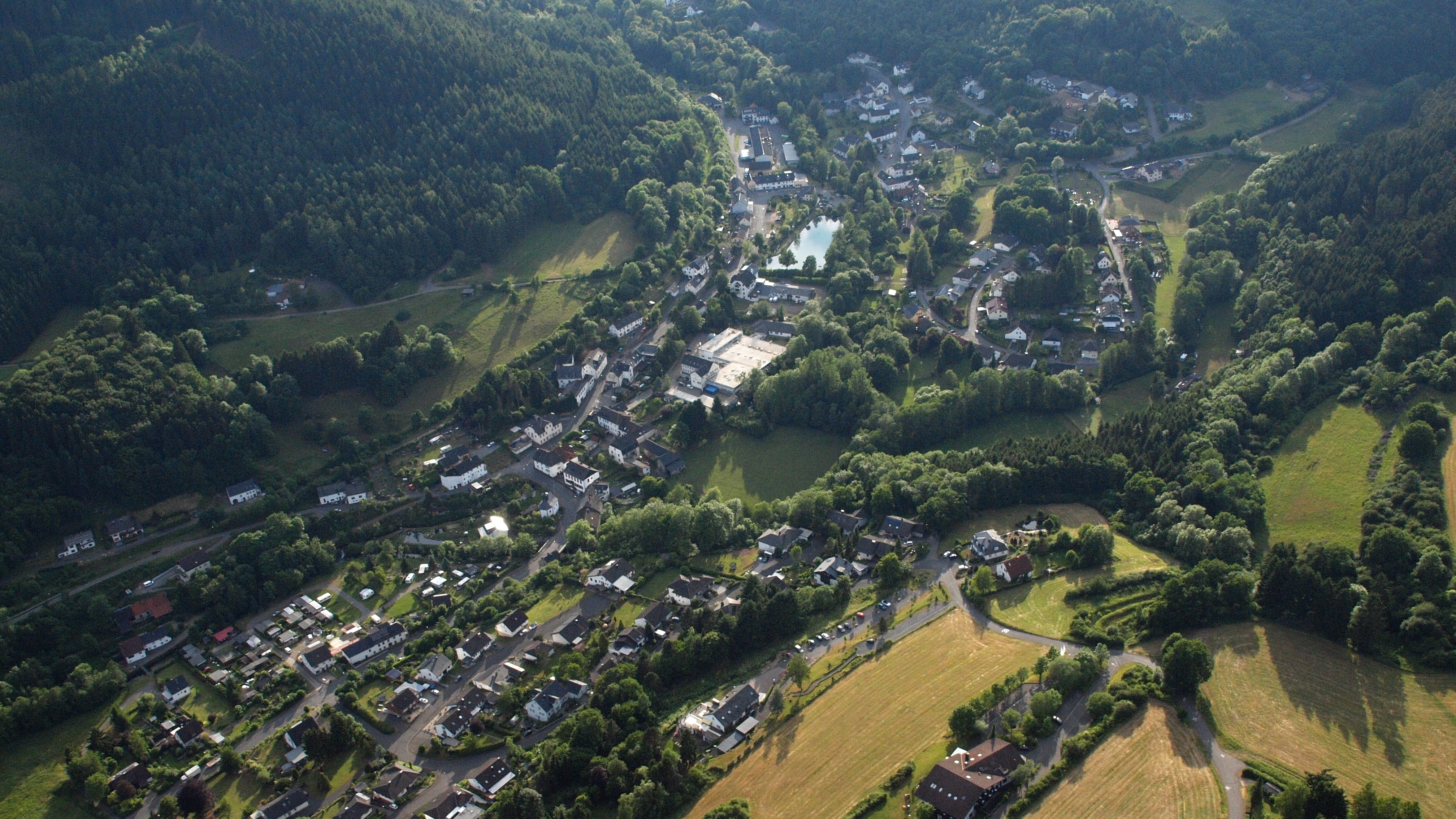
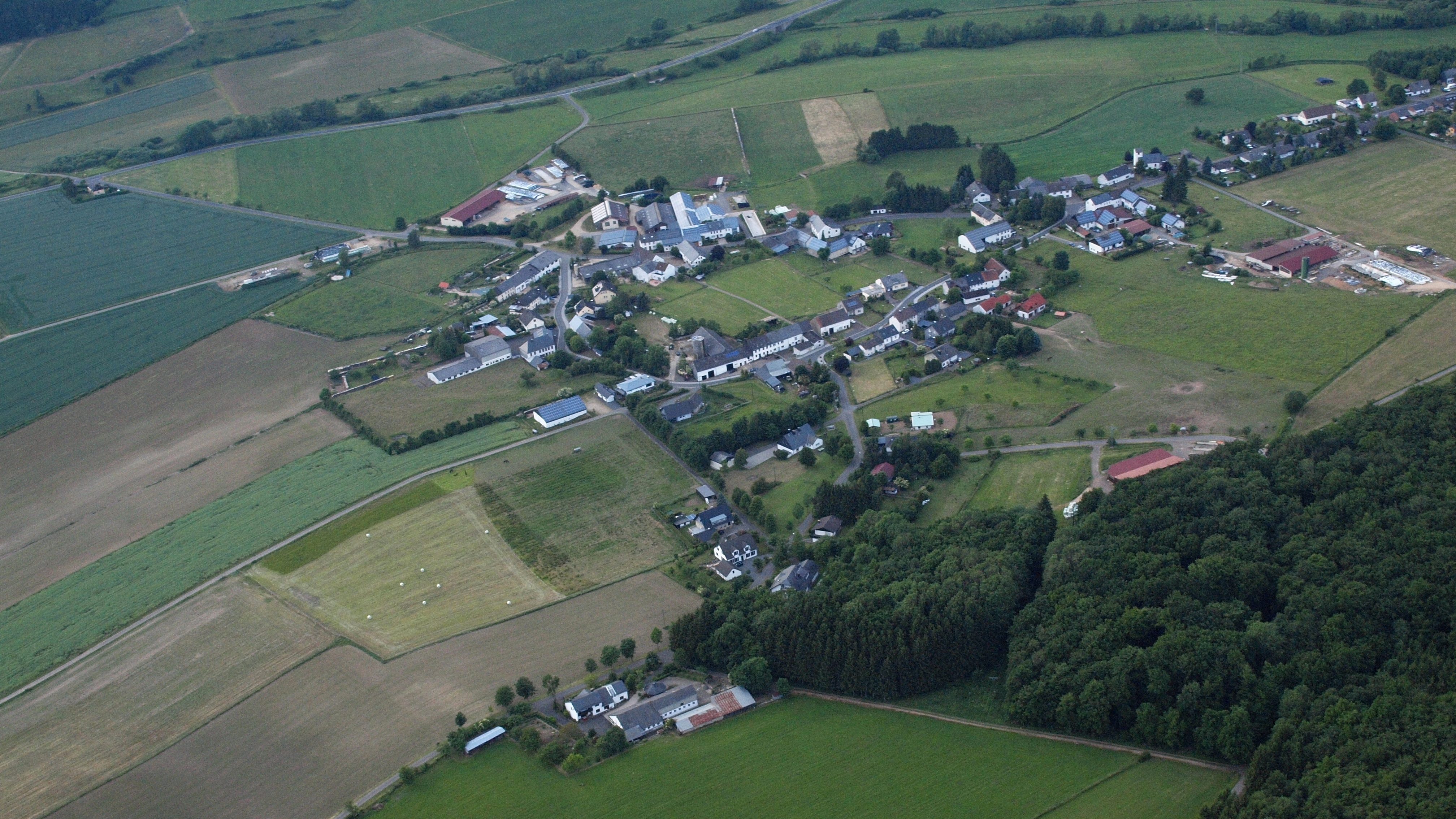
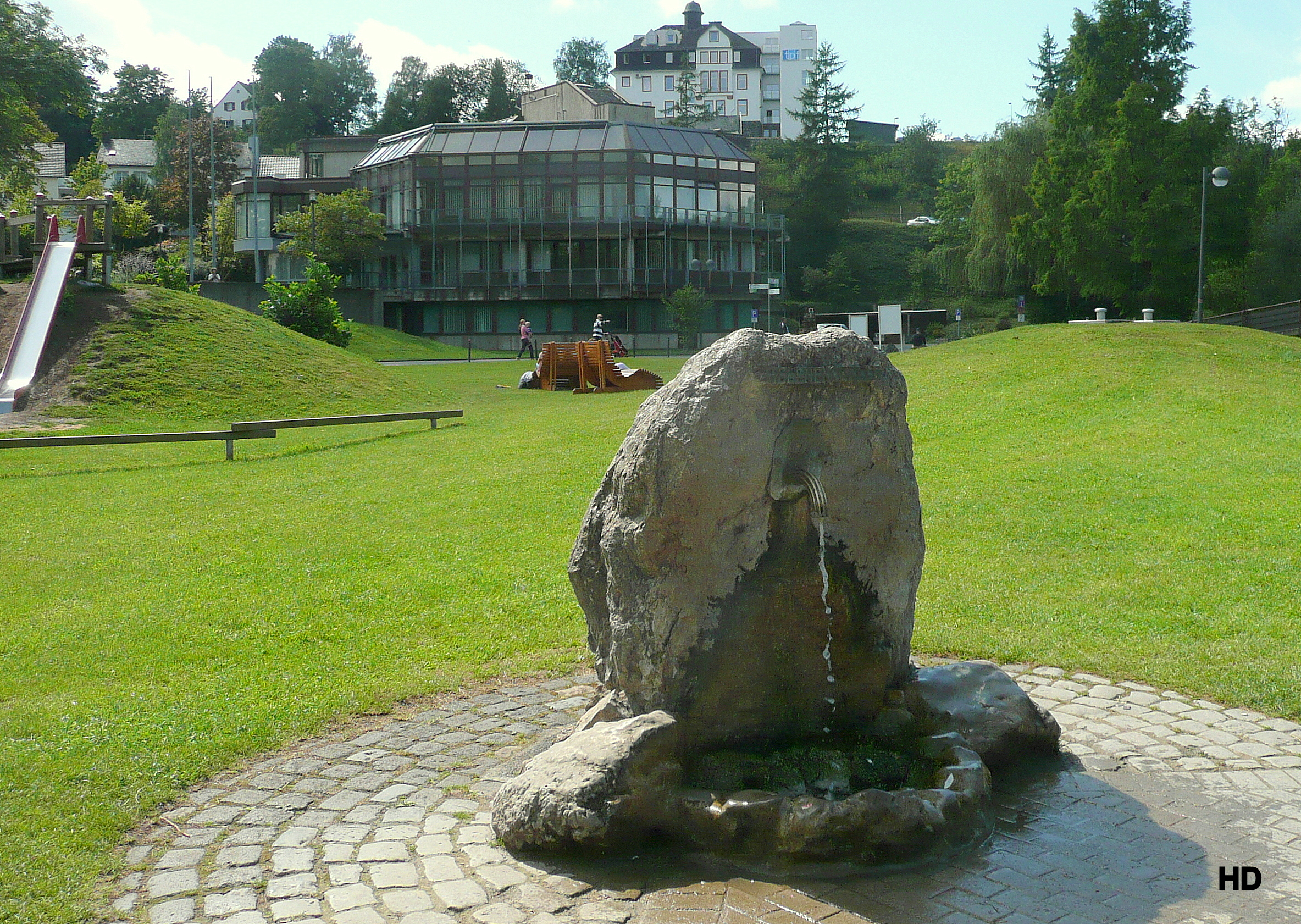
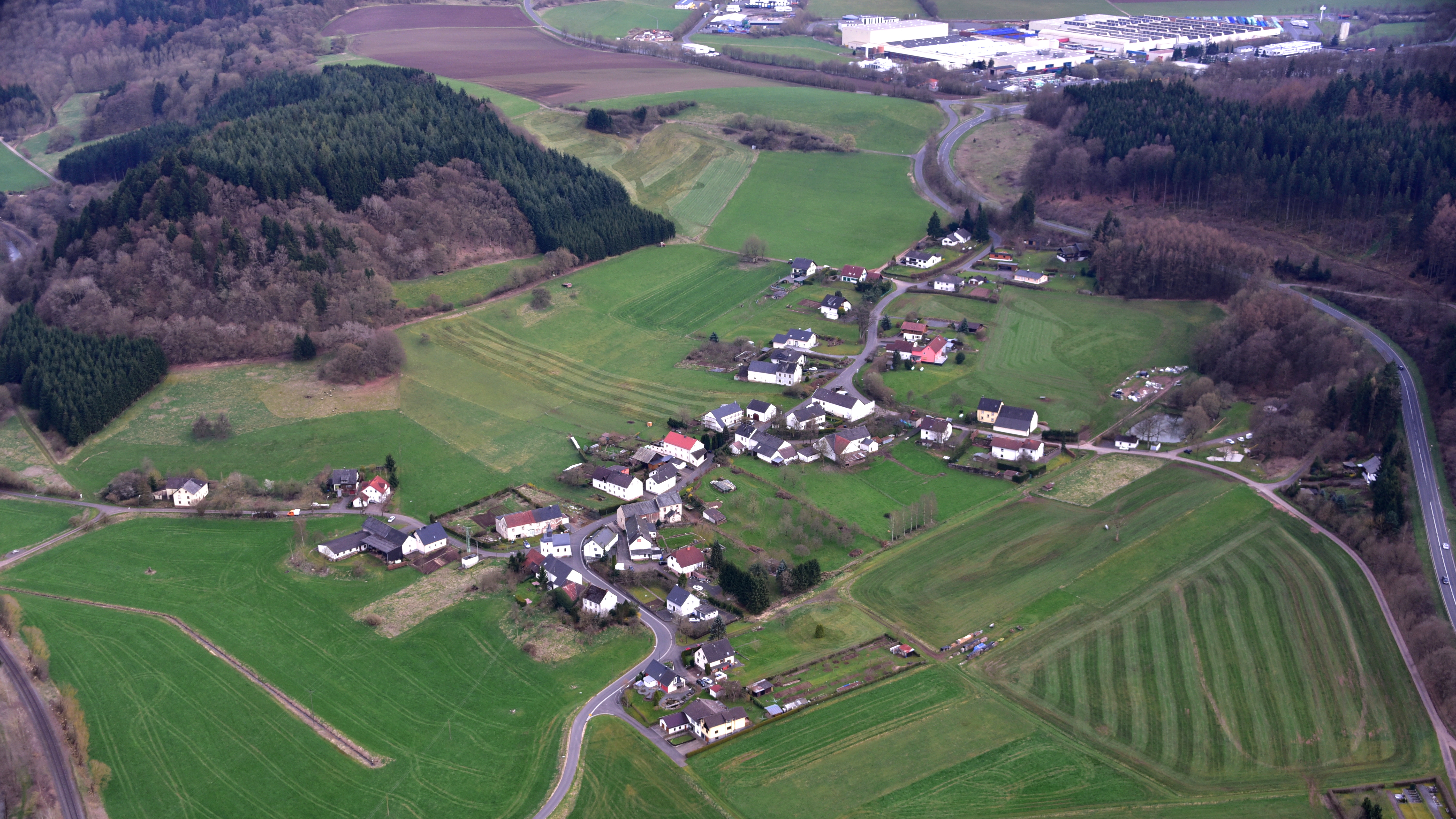
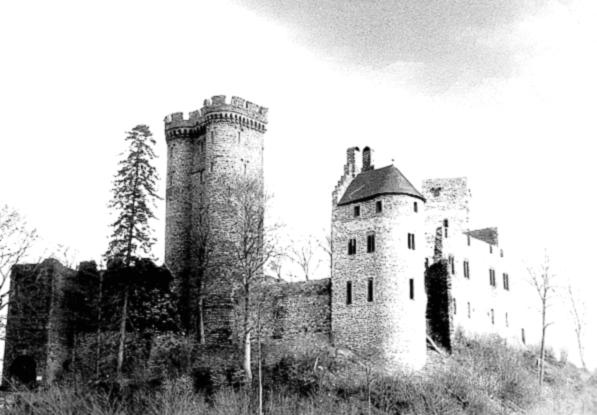